# 帝欣苑
帝欣苑（英語：Parc Versailles），是香港大埔區的一個私人屋苑，位於新界大埔梅樹坑路8號（1期）和梅樹坑路3號（2期），於1996年入伙。原址是大埔頭水圍的農地及未改道的林村河。屋苑合共有822個分層式單位（1期1至20座，有420伙；2期21至37座，有402伙）。而其特色之處在於觀星天幕及亭台花園且以實用為主。屋苑的實用率約佔八成半。帝欣苑由王董建築師事務有限公司設計，保安管理方面曾由怡高物業管理有限公司和置邦物業管理負責，現時由佳定物業管理有限公司負責。另外，該區住戶可遠眺林村河風景。亦可享用私人會所設施。

## 鄰近建築
- 大埔花園
- 大埔頭村
- 水圍
- 華樂豪庭

## 知名住客
- 鄧家彪[9][10]

## 外部連結
- 帝欣苑  Parc Versailles （页面存档备份，存于）
- 帝欣苑 巴士平面廣告 （页面存档备份，存于）
- 帝欣苑巴士大典 （页面存档备份，存于）